# 津久見市立青江小学校
津久見市立青江小学校（つくみしりつ あおえしょうがっこう）は、大分県津久見市大字上青江にある公立小学校。

## 歴史
- 1874年 - 道尾小学校（青江小の前身）開校
- 1875年
  - 2月 - 伊崎小学校（現・長目小学校）分立
  - 10月 - 堅浦小学校（現・堅徳小学校）分立
- 1882年4月 - 下青江小学校の分立（現・桜ガ瀬小学校）
- 1910年5月19日 - 上青江小学校（蔵富）・下青江小学校（桜ガ瀬）の両校が合併して青江尋常高等小学校が現在地に開校
- 1941年4月 - 青江国民学校と改称
- 1947年4月 - 津久見町立青江小学校と改称
- 1951年4月1日 - 津久見市立青江小学校と改称

## 通学区域
- 通学区域 - 大字上青江、大字下青江、港町、セメント町、元町、井無田町、新町、志手町、入船東町、入船西町、地蔵町、小園町、門前町、中町、岡町[1]
- 通学調整区域 - 中央町の一部[1]

青江小学校区全域が津久見市立第二中学校の通学区域である。